# Mark McMillan
Pour les articles homonymes, voir McMillan.
Pas d'image ? Cliquez ici

a Compétitions nationales et continentales officielles uniquement.

b Matchs officiels uniquement.
Dernière mise à jour le 29 juillet 2025.
Mark McMillan, né le 17 mai 1983 à Stirling (Écosse), est un joueur écossais de rugby à XV évoluant au poste de demi de mêlée.

## Carrière
Mark McMillan commence sa carrière avec Glasgow, avant de rejoindre Leeds Tykes dans le championnat anglais en 2004. Deux ans plus tard, il rejoint les London Wasps. Il dispute deux saisons avec ce club, avec qui il remporte le championnat en 2008, ainsi que la Coupe d'Europe en 2007. Il retourne ensuite jouer deux saisons avec les Glasgow Warriors, avant de rejoindre Bath Rugby en 2010,. Il met un terme à sa carrière professionnelle en 2013.